# Bokel (powiat Pinneberg)
Bokel – miejscowość i gmina w Niemczech w kraju związkowym Szlezwik-Holsztyn, w powiecie Pinneberg, wchodzi w skład urzędu Hörnerkirchen.